# 古杰拉特县

所在位置

古杰拉特县(乌尔都语: ضلع گجرات)，为巴基斯坦旁遮普省的一个县。总面积3,192平方公里，总人口2,048,008(1998)。縣治為古杰拉特。

## 行政区划
古杰拉特县辖有3个乡。